# 十字键

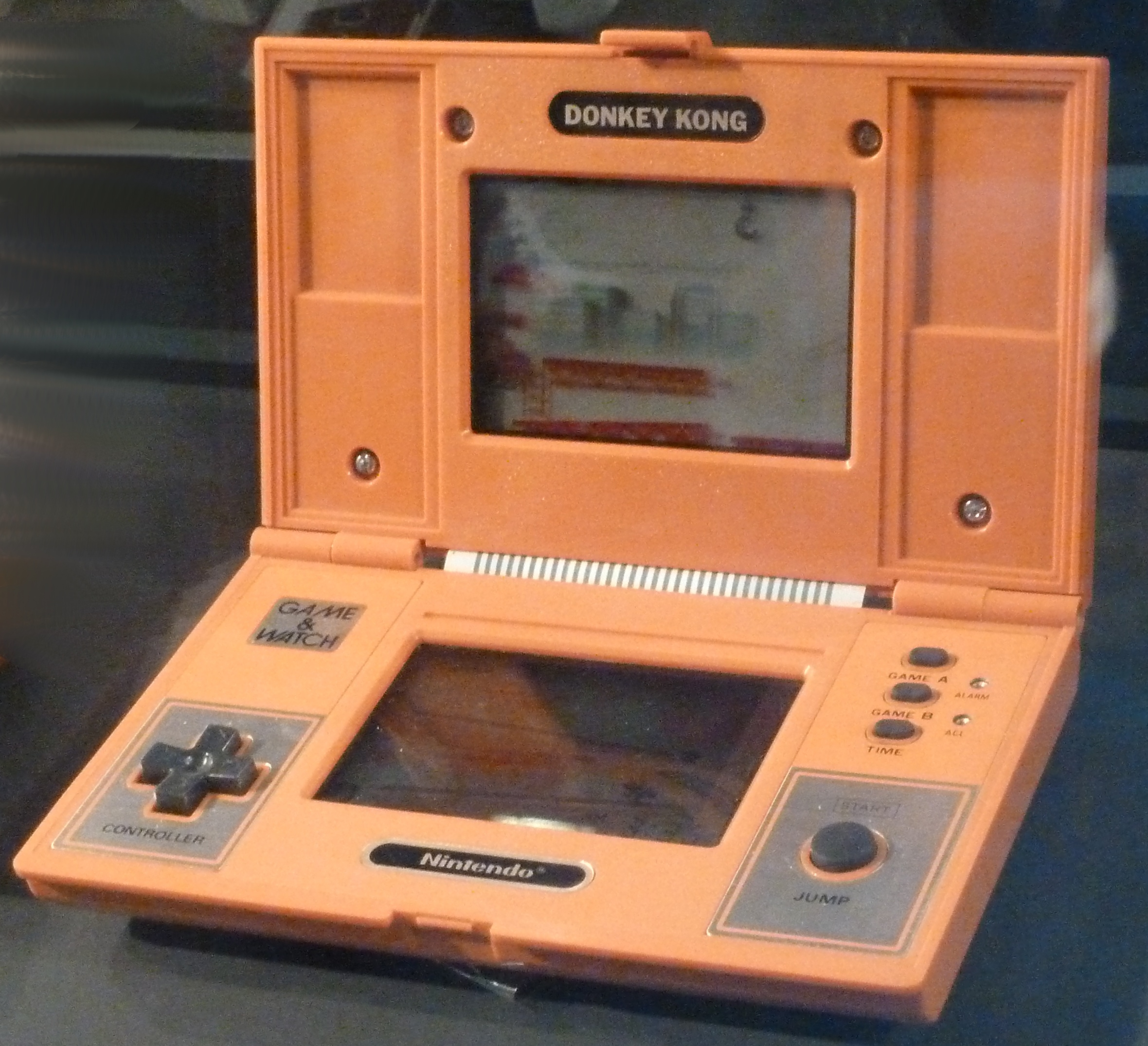
大金剛携带游戏機版Game & Watch的十字键，也是最早的十字键

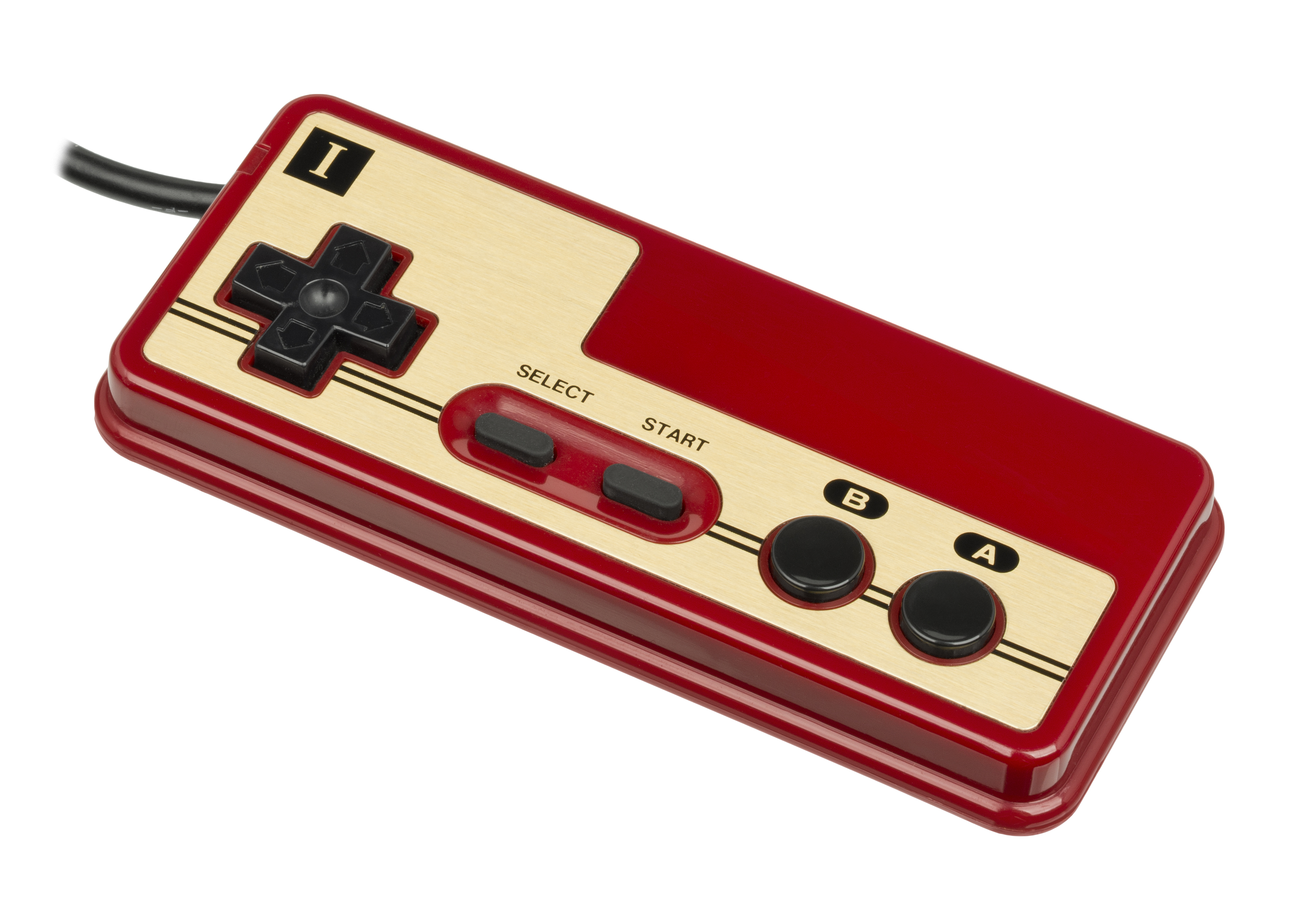
红白机控制器，手柄左侧的即为十字键

十字键，或方向键（D-Pad）是通常用拇指操作，控制四個方向移动的扁平十字形按键，最早见于日本任天堂在1982年6月3日推出大金剛（Donkey Kong）的携带游戏機版Game & Watch操控界面上，發明人為橫井軍平。常见于现代电子游戏机手柄、游戏控制器、一些电视和播放器的遥控器，以及手机和智能手机（被全触屏取代前）上。如同早期电子游戏控制杆，大多数十字键都是数码式的；换言之，只能使用十字键上的方向，不存在中间方向。然而同时按下两个方向（比如上和左）就能发送斜向指令，许多现代十字键若适用可以输入八方向。
虽然数字式的十字键灵活性不如类比摇杆，但他们在极高准确度下轻易操作（只需拇指小幅移动）。较之摇杆，它们远少需要维护，且不必凸出控制板很多，这让它成为Game Boy和PlayStation Portable等携带式游戏机的理想选择。十字键还能在DualShock系列上看到，并发展到测量模拟各方向键的压力水平。
十字键还用于在各种电子设备，如A/V遥控器（特别是极度依赖菜单操作的DVD播放器）、计算器、PDA、智能手机、以及AutoPC等汽车立体声。